# Причіпний вагон

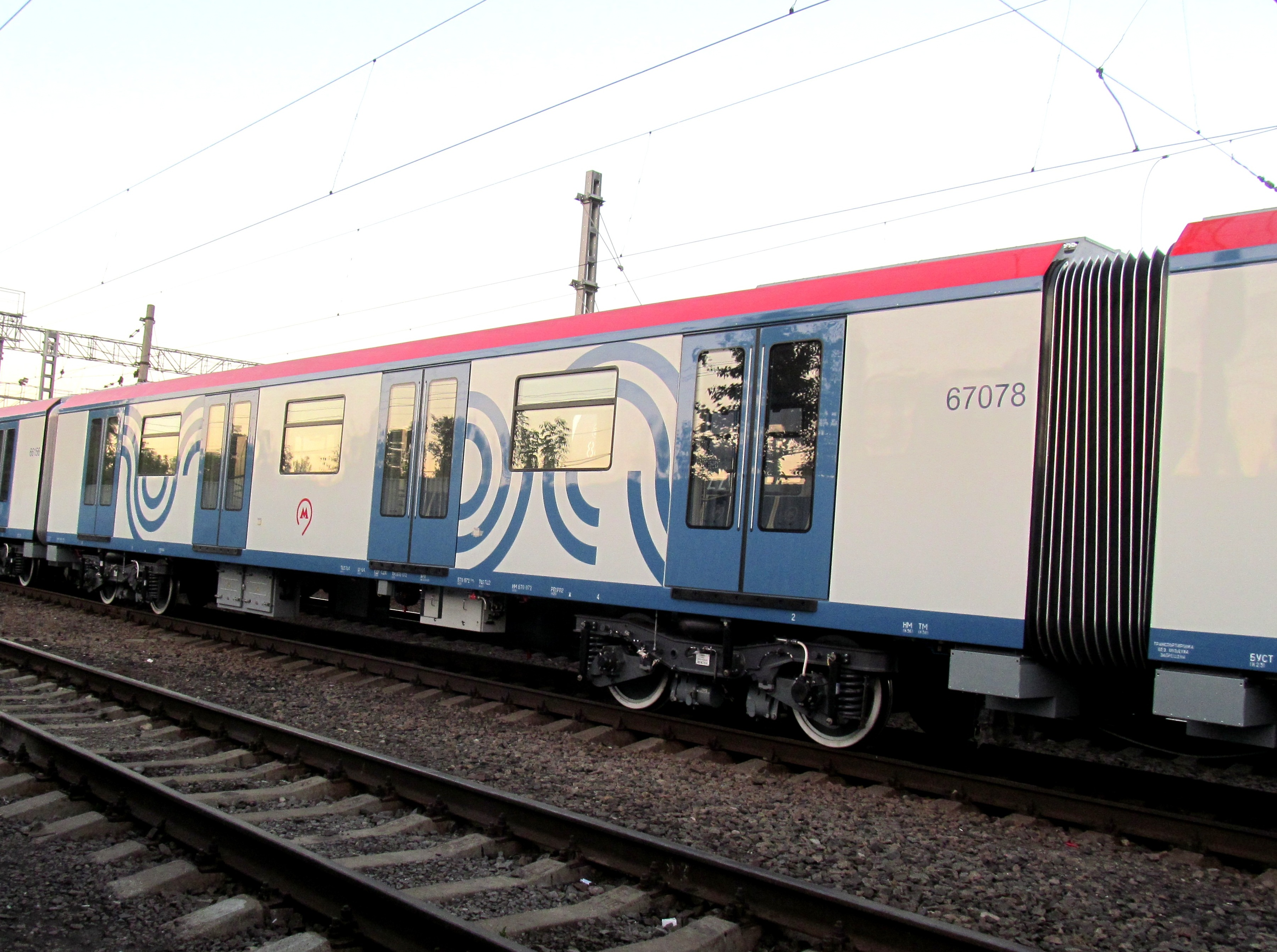
Причіпний проміжний вагон метро 81-767 № 67078

Причіпний вагон — безмоторний (без тягового двигуна) вагон, що входить до складу моторвагонного рухомого складу або трамваю. На відміну від звичайних вагонів, причепні вагони можуть експлуатуватися тільки з моторними, для цього вони мають відповідну апаратуру, а з тильної сторони кузова встановлені електричні роз'єми для з’єднання кіл управління.
Причіпними вагонами можуть називати і звичайні (пасажирські вагони), які причіплюють до поїздів дальнього сполучення.
Причіпні вагони можуть бути головними (електросекція С, електропоїзд ЕР200, вагон метро типу Е-КМ), для цього вони оснащуються кабіною управління, або проміжними (електропоїзди ЕР10, ЕР22, а також лінії TGV), та їхнім поєднанням (електропоїзди ЕР1, ЕТ2, ЕД9).
Через відсутність тягового приводу причепні вагони мають значно меншу масу порівняно з моторними (на ЕР2 моторний вагон важить 54 т, причепний — 38-41 т), тому на них часто переносять частину електрообладнання для розвантаження моторних вагонів, хоча це позбавляє останніх автономності. Тобто вони не можуть експлуатуватися без причепних вагонів. На ЕР1 і ЕР2 на причіпних вагонах розташовані динамотор, мотор-компресор і акумуляторна батарея, а на ЕР10 і ЕР22 (крім ЕР22М) практично все електрообладнання перенесене на моторні вагони. Крім того, відсутність на причіпних вагонах тягового приводу і відповідної апаратури робить їх дешевшими, ніж моторні. Наявність в моторвагонному рухомому складі багатьох причіпних вагонів обмежує питому потужність поїзда і як наслідок -- пускового прискорення. Тому на приміських електропоїздах кількість причіпних вагонів на 1 моторний вагон зменшили з 2 до 1.
В поїздах метрополітену спочатку експлуатувалися і причепні вагони, як наприклад вагони типу А і Б. Необхідність підвищення потужностей вагонів метро змусила почати відмовлятися від причепних вагонів, проте останнім часом зростає тенденція застосування на метрополітені причіпних вагонів. Це дозволяє знизити вартість нового поїзда, при цьому висока питома потужність складу загалом залишається незмінною, за рахунок застосування потужніших тягових електродвигунів.